# Линкълн (окръг, Уисконсин)
Вижте пояснителната страница за други значения на Линкълн.
Окръг Линкълн (на английски: Lincoln County) е окръг в щата Уисконсин, Съединени американски щати. Площта му е 2349 km², а населението - 28 415 души (1 април 2020). Административен център е град Мерил.